# Tottenham Hotspur Football Club Women 2023-2024
Questa voce raccoglie le informazioni riguardanti il Tottenham Hotspur Football Club Women nelle competizioni ufficiali della stagione 2023-2024.

## Stagione
La stagione 2023-24 della prima squadra femminile del Tottenham ha preso il via con la nomina dello svedese Robert Vilahamn come nuovo allenatore della squadra, prendendo il posto di Victoria Jepson, che aveva guidato la squadra dopo l'esonero di Rehanne Skinner nella precedente stagione. Pochi giorni prima dell'inizio del campionato, a Bethany England è stata assegnata la fascia di capitano, mentre Molly Bartrip e Olga Ahtinen sono state nominate vice-capitano. Il campionato di Women's Super League, il quinto consecutivo in massima serie, è stato concluso al sesto posto con 31 punti conquistati in 22 giornate, frutto di 8 vittorie, 7 pareggi e 7 sconfitte. La partita tra Arsenal e Tottenham della quindicesima giornata venne giocata all'Emirates Stadium, davanti a un pubblico di 60 050 spettatori, che rappresentava la seconda maggiore affluenza a una partita di Women's Super League, dopo quella record registrata due settimane prima nello stesso stadio.
In Women's FA Cup la squadra, che era partita dal quarto turno, è arrivata in finale per la prima volta nella sua storia. Dopo aver eliminato prima lo Sheffield Utd e poi il Charlton Athletic, ha eliminato il Manchester City ai quarti di finale dopo i tiri di rigore e dopo aver pareggiato la partita con England nei minuti di recupero del secondo tempo. In semifinale ha battuto il Leicester City dopo i tempi supplementari e, nuovamente, dopo aver recuperato l'iniziale svantaggio. In finale, giocata allo stadio di Wembley davanti a un pubblico di 76 082 spettatori, ha, invece, perso nettamente per 4-0 contro il Manchester United. In Women's FA League Cup la squadra ha superato la fase a gruppi come migliore tra le seconde classificate; è stata poi eliminata nei quarti di finale dal Manchester City.

## Maglie e sponsor
Lo sponsor tecnico è Nike e le tenute di gioco solo le stesse adottate dal Tottenham maschile: la divisa casalinga era stata annunciata l'8 giugno 2023, la seconda divisa l'11 agosto successivo, mentre la terza divisa venne resa pubblica il 29 agosto.
| Casa | Trasferta | Terza divisa |

## Rosa
| N. |                          | Ruolo | Calciatrice                   |
| -- | ------------------------ | ----- | ----------------------------- |
| 1  | Rep. Ceca (bandiera)     | P     | Barbora Votíková              |
| 2  | Australia (bandiera)     | D     | Charlotte Grant               |
| 3  | Canada (bandiera)        | D     | Shelina Zadorsky              |
| 4  | Inghilterra (bandiera)   | D     | Amy Turner                    |
| 5  | Inghilterra (bandiera)   | D     | Molly Bartrip (vice capitano) |
| 6  | Svezia (bandiera)        | D     | Amanda Nildén                 |
| 7  | Inghilterra (bandiera)   | A     | Jessica Naz                   |
| 8  | Inghilterra (bandiera)   | C     | Grace Clinton                 |
| 9  | Inghilterra (bandiera)   | A     | Bethany England (capitano)    |
| 10 | Inghilterra (bandiera)   | A     | Ellie Brazil                  |
| 11 | Germania (bandiera)      | C     | Ramona Petzelberger           |
| 12 | Nuova Zelanda (bandiera) | C     | Ria Percival                  |
| 13 | Inghilterra (bandiera)   | D     | Asmita Ale                    |
| 13 | Svezia (bandiera)        | C     | Matilda Vinberg               |
| 14 | Norvegia (bandiera)      | A     | Celin Bizet Ildhusøy          |

| N. |                        | Ruolo | Calciatrice                  |
| -- | ---------------------- | ----- | ---------------------------- |
| 15 | Galles (bandiera)      | C     | Angharad James               |
| 16 | Inghilterra (bandiera) | A     | Kit Graham                   |
| 17 | Inghilterra (bandiera) | A     | Martha Thomas                |
| 18 | Cina (bandiera)        | C     | Zhang Linyan                 |
| 20 | Finlandia (bandiera)   | C     | Olga Ahtinen (vice capitano) |
| 21 | Svizzera (bandiera)    | D     | Luana Bühler                 |
| 22 | Giamaica (bandiera)    | P     | Rebecca Spencer              |
| 23 | Inghilterra (bandiera) | A     | Rosella Ayane                |
| 24 | Giamaica (bandiera)    | C     | Drew Spence                  |
| 25 | Finlandia (bandiera)   | C     | Eveliina Summanen            |
| 26 | Inghilterra (bandiera) | D     | Gracie Pearse                |
| 27 | Inghilterra (bandiera) | P     | Eleanor Heeps                |
| 29 | Inghilterra (bandiera) | D     | Ashleigh Neville             |
| 47 | Australia (bandiera)   | C     | Milly Boughton               |
| 77 | Cina (bandiera)        | C     | Wang Shuang                  |

## Calciomercato

### Sessione estiva
| Acquisti | Acquisti         | Acquisti                  | Acquisti      |
| R.       | Nome             | da                        | Modalità      |
| -------- | ---------------- | ------------------------- | ------------- |
| P        | Eleanor Heeps    | Coventry Utd              | fine prestito |
| P        | Barbora Votíková | Paris Saint-Germain       | [ 16 ]        |
| D        | Luana Bühler     | Hoffenheim                | [ 17 ]        |
| D        | Esther Morgan    | Sunderland                | fine prestito |
| D        | Gracie Pearse    | Bristol City              | fine prestito |
| C        | Olga Ahtinen     | Linköping                 | [ 18 ]        |
| C        | Grace Clinton    | Manchester United         | prestito      |
| A        | Martha Thomas    | Manchester United         | [ 20 ]        |
| A        | Zhang Linyan     | Wuhan Jianghan University | prestito      |

| Cessioni | Cessioni               | Cessioni         | Cessioni      |
| R.       | Nome                   | a                | Modalità      |
| -------- | ---------------------- | ---------------- | ------------- |
| P        | Eleanor Heeps          | Sheffield Utd    | prestito      |
| P        | Tinja-Riikka Korpela   | Roma             | [ 23 ]        |
| D        | Kerys Harrop           |                  | ritirata      |
| D        | Esther Morgan          | Hearts           | [ 24 ]        |
| C        | Cho So-hyun            | Birmingham City  | [ 24 ]        |
| A        | Lenna Gunning-Williams | Ipswich Town     | prestito      |
| A        | Mana Iwabuchi          | Arsenal          | fine prestito |
| A        | Nikola Karczewska      | Bayer Leverkusen | prestito      |
| A        | Kyah Simon             | C.C. Mariners    | [ 24 ]        |
| A        | Chioma Ubogagu         |                  | [ 24 ]        |

### Sessione invernale
| Acquisti | Acquisti        | Acquisti          | Acquisti      |
| R.       | Nome            | da                | Modalità      |
| -------- | --------------- | ----------------- | ------------- |
| P        | Eleanor Heeps   | Sheffield Utd     | fine prestito |
| D        | Charlotte Grant | Vittsjö GIK       | [ 27 ]        |
| D        | Amanda Nildén   | Juventus          | prestito      |
| C        | Matilda Vinberg | Hammarby          | [ 29 ]        |
| C        | Wang Shuang     | Racing Louisville | [ 30 ]        |
| A        | Araya Dennis    | Arsenal           | [ 31 ]        |

| Cessioni | Cessioni         | Cessioni                  | Cessioni             |
| R.       | Nome             | a                         | Modalità             |
| -------- | ---------------- | ------------------------- | -------------------- |
| D        | Asmita Ale       | Leicester City            | prestito             |
| D        | Gracie Pearse    | Charlton Athletic         | prestito             |
| D        | Shelina Zadorsky | West Ham                  | prestito             |
| C        | Milly Boughton   | Ipswich Town              | doppia registrazione |
| C        | Elkie Bowye      | Ipswich Town              | doppia registrazione |
| C        | Angharad James   | Seattle Reign             | [ 36 ]               |
| C        | Ria Percival     | Crystal Palace            | prestito             |
| A        | Araya Dennis     | Crystal Palace            | prestito             |
| A        | Zhang Linyan     | Wuhan Jianghan University | fine prestito        |

## Risultati

### Women's Super League

#### Girone di andata
| Arbitro: | Foster |

|                      |           |            |
| Fishel 28’ James 51’ | Marcatori | 76’ Thomas |

| Arbitro: | Impey |

|                                       |           |                     |
| Ahtinen 31’ Thomas 35’ Summanen 45+4’ | Marcatori | 64’ (rig.) Thestrup |

| Arbitro: | Dowle |

|            |           |                                         |
| Terland 8’ | Marcatori | 45+3’ Thomas 65’ Clinton 90+4’ Percival |

| Arbitro: | Impey |

|                             |           |                                    |
| Daly 5’ (rig.) Parker 90+6’ | Marcatori | 33’, 64’, 72’ Thomas 45+5’ Neville |

| Arbitro: | Heaslip |

|             |           |                  |
| Clinton 43’ | Marcatori | 85’ (rig.) Galli |

| Arbitro: | Byrne |

|                    |           |          |
| Bizet Ildhusøy 27’ | Marcatori | 66’ Haug |

| Arbitro: | Madley |

|            |           |                    |
| Cayman 18’ | Marcatori | 56’ Bizet Ildhusøy |

| Arbitro: | Watkins |

|                                                         |           |  |
| Shaw 23’, 32’, 38’ Roord 53’ Hemp 48’ Coombs 59’, 90+6’ | Marcatori |  |

| Arbitro: | Dowle |

|  |           |                                            |
|  | Marcatori | 29’ Blundell 51’ Toone 59’ Malard 84’ Ladd |

| Arbitro: | Foster (Galles) |

|            |           |  |
| Thomas 58’ | Marcatori |  |

| Arbitro: | Pearson |

|                                   |           |                                            |
| Shimizu 35’ Asseyi 62’ Tysiak 70’ | Marcatori | 6’, 48’ Clinton 43’ Bizet Ildhusøy 75’ Naz |

#### Girone di ritorno
| Arbitro: | Burgin |

|  |           |                           |
|  | Marcatori | 9’ (aut.) Turner 51’ Shaw |

| Arbitro: | Impey |

|                |           |                    |
| Höbinger 90+1’ | Marcatori | 71’ Bizet Ildhusøy |

| Arbitro: | Soneye |

|            |           |                    |
| Turner 38’ | Marcatori | 23’ Leon 60’ Nobbs |

| Arbitro: | Byrne |

|           |           |  |
| Russo 49’ | Marcatori |  |

| Arbitro: | Soneye |

|            |           |  |
| Vinberg 2’ | Marcatori |  |

| Arbitro: | Cross |

|  |           |            |
|  | Marcatori | 2’ England |

| Arbitro: | Heaslip |

|  |           |            |
|  | Marcatori | 37’ Hamano |

| Arbitro: | Welch |

|                             |           |                     |
| Malard 13’ Le Tissier 90+2’ | Marcatori | 29’ England 31’ Naz |

| Arbitro: | Burgin |

|             |           |             |
| England 81’ | Marcatori | 17’ Terland |

| Arbitro: | Impey |

|                                    |           |                        |
| S. Holmgaard 10’ Vanhaevermaet 15’ | Marcatori | 45’ Spence 48’ England |

| Arbitro: | Cross |

|                                 |           |          |
| England 4’ Naz 86’ Spence 90+9’ | Marcatori | 50’ Ueki |

### Women's FA Cup
| Arbitro: | Van Lier |

|                                     |           |                           |
| England 69’, 80’ (rig.) Ayane 90+6’ | Marcatori | 13’ Haywood 51’ Sigsworth |

| Arbitro: | Benn |

|            |           |  |
| Graham 76’ | Marcatori |  |

| Arbitro: | Dowle |

|                                        |                      |                                           |
| England 90+6’                          | Marcatori            | 6’ Fowler                                 |
| England Ayane Nildén Wang James-Turner | Tiri di rigore 4 – 3 | Greenwood Kelly Hasegawa Angeldahl Fowler |

| Arbitro: | Heaslip |

|                     |           |             |
| Naz 83’ Thomas 118’ | Marcatori | 12’ Rantala |

| Arbitro: | Byrne |

|                                          |           |  |
| Toone 45+3’ Williams 54’ García 57’, 74’ | Marcatori |  |

### Women's FA League Cup

#### Fase a gruppi
| Arbitro: | Fearns |

|                                                              |           |  |
| Zhang 10’ Graham 19’ Ale 47’ Percival 56’ Naz 62’ Thomas 72’ | Marcatori |  |

| Arbitro: | Singh Gill |

|                                  |           |  |
| Graham 19’ (rig.) Ayane 29’, 72’ | Marcatori |  |

| Arbitro: | Heaslip |

|                                               |                      |                                        |
| Blackstenius 19’ Maanum 37’ Turner 68’ (aut.) | Marcatori            | 17’ Thomas 30’, 48’ Naz                |
| Russo Mead Catley Foord Beattie               | Tiri di rigore 4 – 3 | Naz Ayane Graham Zadorsky Petzelberger |

| Arbitro: | Benn |

|  |           |                                        |
|  | Marcatori | 29’ Petzelberger 67’ Grant 78’ Clinton |

#### Fase a eliminazione diretta
| Arbitro: | Fearns |

|  |           |              |
|  | Marcatori | 34’ Hasegawa |

## Statistiche

### Statistiche di squadra
| Competizione          | Punti | In casa | In casa | In casa | In casa | In casa | In casa | In trasferta | In trasferta | In trasferta | In trasferta | In trasferta | In trasferta | Totale | Totale | Totale | Totale | Totale | Totale | DR  |
| Competizione          | Punti | G       | V       | N       | P       | Gf      | Gs      | G            | V            | N            | P            | Gf           | Gs           | G      | V      | N      | P      | Gf     | Gs     | DR  |
| --------------------- | ----- | ------- | ------- | ------- | ------- | ------- | ------- | ------------ | ------------ | ------------ | ------------ | ------------ | ------------ | ------ | ------ | ------ | ------ | ------ | ------ | --- |
| Women's Super League  | 31    | 11      | 4       | 3       | 4       | 12      | 14      | 11           | 4            | 4            | 3            | 19           | 22           | 22     | 8      | 7      | 7      | 31     | 36     | -5  |
| Women's FA Cup        | -     | 4       | 3       | 1       | 0       | 7       | 4       | 0            | 0            | 0            | 0            | 0            | 0            | 5      | 3      | 1      | 1      | 7      | 8      | -1  |
| Women's FA League Cup | -     | 3       | 2       | 0       | 1       | 9       | 1       | 2            | 1            | 1            | 0            | 6            | 3            | 5      | 3      | 1      | 1      | 15     | 4      | +11 |
| Totale                | -     | 18      | 9       | 4       | 5       | 28      | 19      | 13           | 5            | 5            | 3            | 25           | 25           | 32     | 14     | 9      | 9      | 53     | 48     | +5  |

### Andamento in campionato
| Giornata  | 1 | 2 | 3 | 4 | 5 | 6 | 7 | 8 | 9 | 10 | 11 | 12 | 13 | 14 | 15 | 16 | 17 | 18 | 19 | 20 | 21 | 22 |
| --------- | - | - | - | - | - | - | - | - | - | -- | -- | -- | -- | -- | -- | -- | -- | -- | -- | -- | -- | -- |
| Luogo     | T | C | T | T | C | C | T | T | C | C  | T  | C  | T  | C  | T  | C  | T  | C  | T  | C  | T  | C  |
| Risultato | P | V | V | V | N | N | N | P | P | V  | V  | P  | N  | P  | P  | V  | V  | P  | N  | N  | N  | V  |
| Posizione | 9 | 6 | 4 | 3 | 3 | 4 | 5 | 6 | 6 | 6  | 6  | 6  | 6  | 6  | 6  | 6  | 6  | 6  | 6  | 6  | 6  | 6  |

Legenda:

Luogo: C = Casa; T = Trasferta. Risultato: V = Vittoria; N = Pareggio; P = Sconfitta.

### Statistiche delle giocatrici
| Giocatore         | Women's Super League | Women's Super League | Women's Super League | Women's Super League | Women's FA Cup | Women's FA Cup | Women's FA Cup | Women's FA Cup | Women's FA League Cup | Women's FA League Cup | Women's FA League Cup | Women's FA League Cup | Totale   | Totale | Totale      | Totale     |
| Giocatore         | Presenze             | Reti                 | Ammonizioni          | Espulsioni           | Presenze       | Reti           | Ammonizioni    | Espulsioni     | Presenze              | Reti                  | Ammonizioni           | Espulsioni            | Presenze | Reti   | Ammonizioni | Espulsioni |
| ----------------- | -------------------- | -------------------- | -------------------- | -------------------- | -------------- | -------------- | -------------- | -------------- | --------------------- | --------------------- | --------------------- | --------------------- | -------- | ------ | ----------- | ---------- |
| O. Ahtinen        | 16                   | 1                    | 4                    | 0                    | 4              | 0              | 0              | 0              | 0                     | 0                     | 0                     | 0                     | 20       | 1      | 4           | 0          |
| A. Ale            | 5                    | 0                    | 0                    | 0                    | 0              | 0              | 0              | 0              | 3                     | 1                     | 0                     | 0                     | 8        | 1      | 0           | 0          |
| R. Ayane          | 10                   | 0                    | 0                    | 0                    | 3              | 1              | 0              | 0              | 5                     | 2                     | 1                     | 0                     | 18       | 3      | 1           | 0          |
| M. Bartrip        | 18                   | 0                    | 4                    | 0                    | 2              | 0              | 1              | 0              | 4                     | 0                     | 0                     | 0                     | 24       | 0      | 5           | 0          |
| C. Bizet Ildhusøy | 20                   | 4                    | 1                    | 0                    | 5              | 0              | 1              | 0              | 4                     | 0                     | 0                     | 0                     | 29       | 4      | 2           | 0          |
| M. Boughton       | 0                    | 0                    | 0                    | 0                    | -              | -              | -              | -              | 1                     | 0                     | 0                     | 0                     | 1        | 0      | 0           | 0          |
| E. Brazil         | 3                    | 0                    | 0                    | 0                    | 1              | 0              | 0              | 0              | 1                     | 0                     | 0                     | 0                     | 5        | 0      | 0           | 0          |
| L. Bühler         | 16                   | 0                    | 0                    | 0                    | 4              | 0              | 0              | 0              | 1                     | 0                     | 0                     | 0                     | 21       | 0      | 0           | 0          |
| G. Clinton        | 20                   | 4                    | 3                    | 0                    | 3              | 0              | 1              | 0              | 4                     | 1                     | 1                     | 0                     | 27       | 5      | 5           | 0          |
| B. England        | 14                   | 5                    | 0                    | 0                    | 5              | 3              | 0              | 0              | 2                     | 0                     | 0                     | 0                     | 21       | 8      | 0           | 0          |
| K. Graham         | 18                   | 0                    | 2                    | 0                    | 5              | 1              | 1              | 0              | 5                     | 2                     | 0                     | 0                     | 28       | 3      | 3           | 0          |
| C. Grant          | 8                    | 0                    | 2                    | 0                    | 4              | 0              | 0              | 0              | 2                     | 1                     | 1                     | 0                     | 14       | 1      | 3           | 0          |
| E. Heeps          | 0                    | 0                    | 0                    | 0                    | -              | -              | -              | -              | 0                     | 0                     | 0                     | 0                     | 0        | 0      | 0           | 0          |
| A. James          | 11                   | 0                    | 1                    | 0                    | 1              | 0              | 0              | 0              | 4                     | 0                     | 1                     | 0                     | 16       | 0      | 2           | 0          |
| J. Naz            | 22                   | 3                    | 2                    | 0                    | 5              | 1              | 1              | 0              | 5                     | 3                     | 0                     | 0                     | 32       | 7      | 3           | 0          |
| A. Neville        | 19                   | 1                    | 2                    | 0                    | 4              | 0              | 0              | 0              | 2                     | 0                     | 0                     | 0                     | 25       | 1      | 2           | 0          |
| A. Nildén         | 10                   | 0                    | 1                    | 0                    | 4              | 0              | 0              | 0              | 2                     | 0                     | 0                     | 0                     | 16       | 0      | 1           | 0          |
| G. Pearse         | 0                    | 0                    | 0                    | 0                    | -              | -              | -              | -              | 2                     | 0                     | 0                     | 0                     | 2        | 0      | 0           | 0          |
| R. Percival       | 6                    | 1                    | 0                    | 0                    | -              | -              | -              | -              | 3                     | 1                     | 1                     | 0                     | 9        | 2      | 1           | 0          |
| R. Petzelberger   | 10                   | 0                    | 1                    | 0                    | 1              | 0              | 0              | 0              | 4                     | 1                     | 1                     | 0                     | 15       | 1      | 2           | 0          |
| D. Spence         | 12                   | 2                    | 3                    | 0                    | 2              | 0              | 0              | 0              | 1                     | 0                     | 0                     | 0                     | 15       | 2      | 3           | 0          |
| R. Spencer        | 16                   | -27                  | 0                    | 0                    | 4              | -6             | 0              | 0              | 1                     | 0                     | 0                     | 0                     | 21       | -33    | 0           | 0          |
| E. Summanen       | 20                   | 1                    | 2                    | 0                    | 5              | 0              | 2              | 0              | 1                     | 0                     | 0                     | 0                     | 26       | 1      | 4           | 0          |
| M. Thomas         | 19                   | 7                    | 3                    | 0                    | 4              | 1              | 0              | 0              | 4                     | 2                     | 0                     | 0                     | 27       | 10     | 3           | 0          |
| A. Turner         | 14                   | 1                    | 0                    | 0                    | 4              | 0              | 1              | 0              | 5                     | 0                     | 0                     | 0                     | 23       | 1      | 1           | 0          |
| M. Vinberg        | 11                   | 1                    | 1                    | 0                    | 5              | 0              | 0              | 0              | 2                     | 0                     | 1                     | 0                     | 18       | 1      | 2           | 0          |
| B. Votíková       | 6                    | -9                   | 1                    | 0                    | 1              | -2             | 0              | 0              | 4                     | -4                    | 0                     | 0                     | 11       | -15    | 1           | 0          |
| S. Wang           | 6                    | 0                    | 1                    | 0                    | 3              | 0              | 0              | 0              | 1                     | 0                     | 0                     | 0                     | 10       | 0      | 1           | 0          |
| S. Zadorsky       | 2                    | 0                    | 0                    | 0                    | -              | -              | -              | -              | 3                     | 0                     | 0                     | 0                     | 5        | 0      | 0           | 0          |
| L. Zhang          | 3                    | 0                    | 0                    | 0                    | 1              | 0              | 0              | 0              | 2                     | 1                     | 0                     | 0                     | 6        | 1      | 0           | 0          |